# Vejledningspligt
Vejledningspligt betegner offentlige myndigheders pligt til at yde vejledning og bistand til borgere og juridiske personer, der henvender sig med spørgsmål inden for den pågældende myndigheds område. Vejledningspligten har hjemmel i forvaltningslovens § 7; foruden i sociallovgivningen og almindelig god forvaltningsskik. Vejledningspligt er også nævnt i retssikkerhedsvejledningen.
Formålet er at forebygge, at borgerne på grund af fejl, uvidenhed eller misforståelser risikerer tab. Vejledningspligten pålægger alene myndighederne at yde vejledning i forbindelse med konkrete sager. Borgerne har krav på at få vejledning om de retsregler og den retspraksis, der anvendes i den pågældende sag samt om reglernes betydning. Der er ingen formelle krav til vejledningens indhold, ligesom der heller ikke er formelle krav til, hvordan borgerne skal henvende sig til den offentlige myndighed.
Hvis en sagsbehandler ikke overholder vejledningspligten, er det at betragte som en tjenesteforseelse. Myndigheden kan blive pålagt et erstatningsansvar, men en truffet afgørelse kan blive ugyldig som følge af mangelfuld vejledning.
Folketingets Ombudsmand har udtalt kritik af en kommunes sagsbehandling for at tilsidesætte vejledningspligten, FOB 2016-11.